# ぼくを探して
「ぼくを探して」（ぼくをさがして）は、豊崎愛生の2枚目のシングル。2010年5月26日にミュージックレインから発売された。

## 概要
初回限定盤と通常盤の2種類の仕様で発売され、前者には表題曲のMusic ClipとTV-Spotを収録したDVDが同梱されている。また、後者の初回限定仕様のみデジパック仕様となっている。
「ぼくを探して」は、シンガーソングライターのCharaが楽曲提供をしている。2曲目の「パティシエール」は、四国放送の携帯サイト「おもぞう通信」のCM音楽に使われているが、使われているのは序盤のイントロ部分の数秒程度となっている。なお、「ソラソラ☆あおぞら」のみ、とよさきあき名義になっている。
2011年1月1日に発売されたライブ・ビデオ『〜Sphere's rings live tour 2010〜』に本作が収録されている。

## 収録曲
1. ぼくを探して [4:17]
作詞：Chara・加藤哉子、作曲：Chara、編曲：SWING-O a.k.a.45（origami）
2. パティシエール [4:02]
作詞・作曲・編曲：仁科亜弓
3. ソラソラ☆あおぞら [3:11]
作詞：小倉しんこう・中田昌宏、作曲・編曲：小倉しんこう
  - テレビアニメ『しまじろう ヘソカ』オープニングテーマ
4. ぼくを探して（Instrumental）

DVD（初回限定盤のみ）
1. ぼくを探して（Music Clip）
2. ぼくを探して （TV-Spot 15sec＋30sec）

## 収録アルバム
| 曲名           | 収録アルバム                    | 発売日       | 備考               |
| -------------- | ------------------------------- | ------------ | ------------------ |
| ぼくを探して   | 『Love your life,love my life』 | 2011年6月1日 | オリジナルアルバム |
| パティシエール | 『Love your life,love my life』 | 2011年6月1日 | オリジナルアルバム |